# Libertas

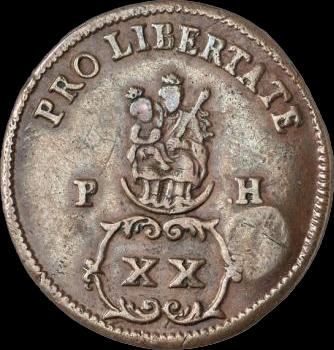
20 polturás érme

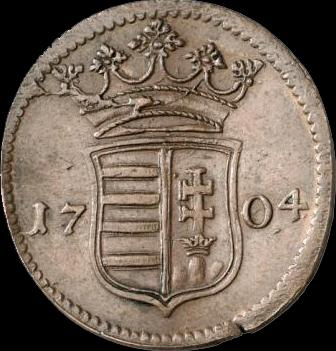
10 polturás érme koronás kiscímerrel

A Libertas latin eredetű szó. Jelentése: a szabadság megszemélyesítése. Női alakban ábrázolták, fején babérkoszorúval, jobbjában hosszúkás sapka, baljában lándzsa és bőségszarv. Így nevezték II. Rákóczi Ferenc rézpénzeit.
1704. április 22-én II. Rákóczi Ferenc leiratban tudatta a vármegyékkel és a városokkal, hogy az ezüstpénz hiánya miatt váltópénzül rézpénzt bocsát ki, melyhez a törvényhatóságok hozzájárultak. Nehogy súlya miatt használhatatlan legyen, értéke szerint kettőt veretett: a polturát és a libertast. A pénz egyik oldalán a magyar koronás kiscímer, másikon a PRO LIBERTATE felirat és egy  Szűz Mária ábrázolás volt látható. 10 poltura ért 1 libertast, 8 libertas ért 1 tallért. A labanc ügynökök Erdélyben azt terjesztették, hogy azért vertek rézpénzt, mert Rákóczi és Bercsényi maguknak gyűjtik az aranyat.
Az ónodi országgyűlés 1707. június 8-án a rézpénzeket leértékelte.

„Visszatértek a pénz dolgára, melyben egyhangúlag olyképp határoztak: először, hogy a rézpénz az ezüsttel együtt folyjék, másodszor, hogy fél florenarius [XX poltura] nyolc polturában, a kongó [X poltura] pedig négyben számoltassék el, harmadszor, hogy a poltura maga valójában folyván, öt fél florenarius [5 drb XX polturás] avagy tiz kongó [10 drb X polturás] tegyen ki egy száz dénáros forintot, két poltura pedig egy három krajcáros garast, negyedszer, hogy becse mindenütt az ezüstével együtt fenntartassék, s ahhoz hasonlóan érvényes fizetési  eszközül elfogadtassék javak vásárlására és visszaváltására, az adóslevelek kikötéseinek, valamint a megejtett törlesztések változatlan tiszteletben tartásával.”

– Diarium Conventus Onodiensis (Napló az Ónodi országgyűlésről)

A pénz romlásának megállítása céljából az ónodi országgyűlés határozata alapján a X polturást 4 polturára, a XX polturást 8 polturára értékelték le. A fejedelem ennek külső jeleként elrendelte az ellenjegy alkalmazását. Körmöcbányán a bármelyik verdében készült libertásokat - ovális nagy barokk keretben a kisded Mária jobb karján -, ellenjeggyel látták el úgy, hogy az a sávos címer alsó részében félig kívülre essék. I. Lipót X. 17. rendeletben tiltotta meg a libertas elfogadását, forgalmazását. 1705–1707-ig a pénzt Nagybányán és Munkácson verték, azok 10 és 20 polturát értek. 1705. január 1-jén a lévai tanácskozáson Széchenyi Pál érsek a rézpénzt kongónak, az ezüstöt pengőnek nevezte.

## Külső hivatkozás
- Libertas érme fényképe.[halott link]
- II. Rákóczi Ferenc pénzei (1703 - 1707)